# Unix File System
Unix File System (UFS) is een bestandssysteem dat gebruikt wordt in de Unix-wereld. Het is hiërarchisch opgebouwd.

## Opbouw
Het bestandssysteem kan worden onderverdeeld in:
- directory's: geven structuur aan het bestandssysteem
- gewone bestanden: gegevens worden in opgenomen
- speciale bestanden: vormen een interface naar apparaten

Het UFS bestaat uit:
- Aan het begin van de partitie zijn een paar blokken gereserveerd voor de boot blokken.
- Een superblok met een nummer dat het UFS-systeem identificeert. Andere nummers beschrijven de structuur, het gedrag.
- Cilinder groepen met elk:
  - Een cilinder groep header met statistieken in verband met de cilinder groepen.
  - Een back-up van het superblok.
  - Een aantal inodes (=datastructuur) met elk bestandsattributen.
  - Een aantal datablokken.

Intern werkt Unix niet met bestanden maar met I-nodes (index-node). Een inode beschrijft één bestand uit het bestandssysteem.
Directory(map)-bestanden bevatten enkel de lijst van:
- bestandsnamen in de directory(map)
- de i-node gekoppeld aan elk bestand

Steeds opletten dat het Unix bestandssysteem hoofdlettergevoelig is.

## Directory's (mappen)
- Home directory
  - Waar bestanden worden opgeslagen.
  - Bij het inloggen komt men er steeds in.
- Working directory
  - De map waarin men zich momenteel in bevindt.

## Typische directory's (mappen)
- /dev: bevat de software die nodig is om de randapparatuur te besturen.
- /bin: software voor de shell en Unix commando's.
- /etc: bevat verschillende hoofdgebruikersbestanden zoals lijsten van gebruikers en wachtwoorden.
- /usr/users: bevat de directory's (mappen) van de gebruikers. Voor dit doel wordt ook vaak /home gebruikt.
- /var: bestanden die vaak veranderen zoals mailbestanden.
- /tmp: map waarin bestanden tijdelijk worden bijgehouden.

## POSIX-standaard
De POSIX-standaard voor Unix-bestandssystemen is vastgelegd in de Filesystem Hierarchy Standard.